# يهوذا اللاوي
الحاخام يهوذا بن شموئيل اللاوي الأندلسي (نحو 1075 - 1141م) وشهرته أبو الحسن يهوذا اللاوي، أو يهوذا هاليفي هو طبيب وفيلسوف وشاعر يهودي أندلسي.
ولد بتطيلة بنافارا. انتقل وهو في صغره إلى غرناطة وتتلمذ على يد أبي هارون موسى بن يعقوب بن عزرا وعلى يد إسحاق الفاسي. ودرس الأدبَ العربيَ والعلوم والطب والفلسفة اليونانية التي كانت متوفرة باللغة العربية. فلمع اسمه في الطب وهو لا يزال شابًا.
سافر في نهاية حياته إلى المشرق حيث وصل الإسكندرية في 8 أيلول 1140 م ثم فلسطين في يوم 14 أيار 1141 م وتوفي بعدها في صيف تلك السنة بالقدس.

## فكره
قاوم يهوذا اللاوي كل الأفكار الفلسفية ووصفها بأنها عبث للعقل، وكان يخشى كما يخشى الغزالي أن تقوض الفلسفة دعائم الدين؛ وليس هذا لأنها تشك في عقائده أو تتجاهله أو تفسر الكتب المقدسة بمجازية فحسب، بل لأنها فوق كل هذا تستبدل الجدل بالخشوع والإيمان. وقد قاوم يهوذا غزو أفكار أفلاطون وأرسطو للدين اليهودي، وتسرب الآراء الإسلامية إلى اليهود، وهجمات اليهود القرائين المتواصلة على التلمود، قاوم هذا كله من خلال تأليفه كتاب جد مهم في الفلسفة، وهو كتاب الخزري (1140؟) الذي عرض فيه آرائه في صورة قصة شبيهة بالمسرحيات تدور حول اعتناق ملك الخزر للدين اليهودي.

## مؤلفاته
كان من أغزر الشعراء اليهود، حيث نظم وتبحر في الشعر العربي وحاكى الشعراء العرب بفنونهم الشعرية واشتهر بشعر الرثاء وقد رثا أستاذه ومعلمه إسحاق الفاسي بقصيدة شعرية ذكر فيها حياة المتوفى وأعماله ومحاسنه. كما نظم قصائد شعرية في المدح والمجون والأحاجي باللغة العبرية. ولا يزال اليهود ينشدون قصائده الدينية في صلواتهم.
من آثاره بالعربية كتاب الحجة والدليل في نصرة الدين الذليل، والذي تكلم فيه عن شعب الله المختار وحقهم في أرض المقدس: